# Bundestagswahlkreis Frankfurt am Main III
Der Bundestagswahlkreis Frankfurt am Main III war von 1949 bis 2002 ein Wahlkreis in Hessen. Er umfasste zuletzt von  Frankfurt am Main die Stadtteile Nordend, Ostend, Bornheim, Seckbach, Eckenheim, Preungesheim, Bonames, Berkersheim, Fechenheim, Oberrad, Riederwald, Dornbusch-Ost, Frankfurter Berg, Nieder-Erlenbach, Nieder-Eschbach, Bergen-Enkheim und Harheim.
Zur Bundestagswahl 2002 verlor Frankfurt seinen dritten Wahlkreis. Der Wahlkreis Frankfurt am Main III wurde aufgelöst und sein Gebiet auf die  Wahlkreise Frankfurt am Main I und Frankfurt am Main II aufgeteilt.

## Wahl 1998
| Gegenstand der Nachweisung | Gegenstand der Nachweisung | Erst- stimmen | Erst- stimmen | Zweit- stimmen | Zweit- stimmen |
| Bewerber                   | Partei                     | Anzahl        | %             | Anzahl         | %              |
| -------------------------- | -------------------------- | ------------- | ------------- | -------------- | -------------- |
| Wahlberechtigte            | Wahlberechtigte            | 144.564       | 100,0         | 144.564        | 100,0          |
| Wähler                     | Wähler                     | 117.231       | 81,1          | 117.231        | 81,1           |
| Ungültige Stimmen          | Ungültige Stimmen          | 1.769         | 1,5           | 1.510          | 1,3            |
| Gültige Stimmen            | Gültige Stimmen            | 115.462       | 100,0         | 115.721        | 100,0          |
| davon                      |                            |               |               |                |                |
| Erika Steinbach            | CDU                        | 43.450        | 37,6          | 36.638         | 31,7           |
| Rita Streb-Hesse           | SPD                        | 44.914        | 38,9          | 40.582         | 35,1           |
| Joschka Fischer            | GRÜNE                      | 17.791        | 15,4          | 18.631         | 16,1           |
| Maximilian Thoma           | F.D.P.                     | 3.111         | 2,7           | 9.959          | 8,6            |
| Harald Grünberg            | PDS                        | 1.912         | 1,7           | 2.992          | 2,6            |
|                            | APPD                       | –             | –             | 134            | 0,1            |
|                            | BüSo                       | –             | –             | 23             | 0,0            |
|                            | BFB – Die Offensive        | –             | –             | 473            | 0,4            |
|                            | Chance 2000                | –             | –             | 136            | 0,1            |
|                            | CM                         | –             | –             | 56             | 0,0            |
|                            | DVU                        | –             | –             | 993            | 0,9            |
| Hannelore Schied           | GRAUE                      | 789           | 0,7           | 546            | 0,5            |
| Ralf Staudt                | REP                        | 3.085         | 2,7           | 2.607          | 2,3            |
|                            | DIE FRAUEN                 | –             | –             | 144            | 0,1            |
|                            | Pro DM                     | –             | –             | 693            | 0,6            |
|                            | Die Tierschutzpartei       | –             | –             | 519            | 0,4            |
|                            | NPD                        | –             | –             | 179            | 0,2            |
| Ralph Ehlers               | NATURGESETZ                | 410           | 0,4           | 196            | 0,2            |
|                            | ödp                        | –             | –             | 84             | 0,1            |
|                            | PBC                        | –             | –             | 119            | 0,1            |
|                            | PSG                        | –             | –             | 17             | 0,0            |

## Wahl 1994
| Gegenstand der Nachweisung | Gegenstand der Nachweisung | Erst- stimmen | Erst- stimmen | Zweit- stimmen | Zweit- stimmen |
| Bewerber                   | Partei                     | Anzahl        | %             | Anzahl         | %              |
| -------------------------- | -------------------------- | ------------- | ------------- | -------------- | -------------- |
| Wahlberechtigte            | Wahlberechtigte            | 147.123       | 100,0         | 147.123        | 100,0          |
| Wähler                     | Wähler                     | 118.184       | 80,3          | 118.184        | 80,3           |
| Ungültige Stimmen          | Ungültige Stimmen          | 1.441         | 1,2           | 1.459          | 1,2            |
| Gültige Stimmen            | Gültige Stimmen            | 116.743       | 100,0         | 116.725        | 100,0          |
| davon                      |                            |               |               |                |                |
| Erika Steinbach            | CDU                        | 50.444        | 43,2          | 45.247         | 38,8           |
| Jörg-Dieter Dehm-Desoi     | SPD                        | 36.326        | 31,1          | 34.565         | 29,6           |
| Franz Zimmermann           | F.D.P.                     | 3.782         | 3,2           | 10.050         | 8,6            |
| Joseph Fischer             | GRÜNE                      | 19.945        | 17,1          | 19.130         | 16,4           |
| Heinrich Frank             | REP                        | 2.971         | 2,5           | 3.071          | 2,6            |
| Mehmet Senel               | PDS                        | 1.427         | 1,2           | 2.677          | 2,3            |
|                            | Solidarität                | –             | –             | 34             | 0,0            |
| Lore Adam                  | DIE GRAUEN                 | 1.249         | 1,1           | 1.047          | 0,9            |
| Astrid Schneider           | NATURGESETZ                | 538           | 0,5           | 412            | 0,4            |
|                            | MLPD                       | –             | –             | 27             | 0,0            |
|                            | ÖDP                        | –             | –             | 257            | 0,2            |
|                            | PBC                        | –             | –             | 208            | 0,2            |
| Alexander Horn             | Einzelbewerber             | 61            | 0,1           | –              | –              |

## Wahl 1990
| Gegenstand der Nachweisung | Gegenstand der Nachweisung | Erst- stimmen | Erst- stimmen | Zweit- stimmen | Zweit- stimmen |
| Bewerber                   | Partei                     | Anzahl        | %             | Anzahl         | %              |
| -------------------------- | -------------------------- | ------------- | ------------- | -------------- | -------------- |
| Wahlberechtigte            | Wahlberechtigte            | 154.770       | 100,0         | 154.770        | 100,0          |
| Wähler                     | Wähler                     | 119.502       | 77,2          | 119.502        | 77,2           |
| Ungültige Stimmen          | Ungültige Stimmen          | 1.805         | 1,5           | 1.448          | 1,2            |
| Gültige Stimmen            | Gültige Stimmen            | 117.697       | 100,0         | 118.054        | 100,0          |
| davon                      |                            |               |               |                |                |
| Erika Steinbach-Hermann    | CDU                        | 50.493        | 42,9          | 47.050         | 39,9           |
| Jörg-Diether Dehm          | SPD                        | 44.099        | 37,5          | 40.673         | 34,5           |
| Dietrich Wetzel            | GRÜNE                      | 10.611        | 9,0           | 10.934         | 9,3            |
| Volker Stein               | F.D.P.                     | 7.837         | 6,7           | 12.682         | 10,7           |
| Günter Zirbel              | DIE GRAUEN                 | 2.056         | 1,7           | 1.615          | 1,4            |
|                            | REP                        | –             | –             | 2.470          | 2,1            |
| Winfried Krauß             | NPD                        | 2.015         | 1,7           | 1.015          | 0,9            |
| Dietrich Buroh             | ÖDP                        | 450           | 0,4           | 361            | 0,3            |
|                            | PDS                        | –             | –             | 1.254          | 1,1            |
| Lothar Georg Hennemuth     | VAA                        | 136           | 0,1           | –              | –              |

## Wahl 1987
| Gegenstand der Nachweisung | Gegenstand der Nachweisung | Erst- stimmen | Erst- stimmen | Zweit- stimmen | Zweit- stimmen |
| Bewerber                   | Partei                     | Anzahl        | %             | Anzahl         | %              |
| -------------------------- | -------------------------- | ------------- | ------------- | -------------- | -------------- |
| Wahlberechtigte            | Wahlberechtigte            | 156.859       | 100,0         | 156.859        | 100,0          |
| Wähler                     | Wähler                     | 126.926       | 80,9          | 126.926        | 80,9           |
| Ungültige Stimmen          | Ungültige Stimmen          | 1.593         | 1,3           | 1.465          | 1,2            |
| Gültige Stimmen            | Gültige Stimmen            | 125.333       | 100,0         | 125.461        | 100,0          |
| davon                      |                            |               |               |                |                |
| Helmut Link                | CDU                        | 54.090        | 43,2          | 50.278         | 40,1           |
| Volker Hauff               | SPD                        | 50.167        | 40,0          | 42.637         | 34,0           |
| Paul Stein                 | F.D.P.                     | 5.411         | 4,3           | 11.183         | 8,9            |
| Dietrich Wetzel            | GRÜNE                      | 13.271        | 10,6          | 19.405         | 15,5           |
|                            | FRAUEN                     | –             | –             | 390            | 0,3            |
|                            | MLPD                       | –             | –             | 75             | 0,1            |
| Erich Gutjahr              | NPD                        | 1.113         | 0,9           | 1.127          | 0,9            |
|                            | ÖDP                        | –             | –             | 252            | 0,2            |
| Ronald Mohr                | Patrioten                  | 149           | 0,1           | 114            | 0,1            |
| Christine Dreier           | FRIEDEN                    | 1.132         | 0,9           | –              | –              |

## Wahl 1980
| Gegenstand der Nachweisung | Gegenstand der Nachweisung | Erst- stimmen | Erst- stimmen | Zweit- stimmen | Zweit- stimmen |
| Bewerber                   | Partei                     | Anzahl        | %             | Anzahl         | %              |
| -------------------------- | -------------------------- | ------------- | ------------- | -------------- | -------------- |
| Wahlberechtigte            | Wahlberechtigte            | 158.503       | 100,0         | 158.503        | 100,0          |
| Wähler                     | Wähler                     | 136.303       | 86,0          | 136.303        | 86,0           |
| Ungültige Stimmen          | Ungültige Stimmen          | 1.490         | 1,1           | 1.265          | 0,9            |
| Gültige Stimmen            | Gültige Stimmen            | 134.813       | 100,0         | 135.038        | 100,0          |
| davon                      |                            |               |               |                |                |
| Hans Matthöfer             | SPD                        | 65.265        | 48,4          | 61.397         | 45,5           |
| Helmut Link                | CDU                        | 54.502        | 40,4          | 52.730         | 39,0           |
| Christian Zeis             | F.D.P.                     | 9.719         | 7,2           | 16.107         | 11,9           |
| Rudi Maurer                | DKP                        | 641           | 0,5           | 517            | 0,4            |
| Klaus Scholz               | GRÜNE                      | 4.340         | 3,2           | 3.539          | 2,6            |
| Gabriele Liebig            | EAP                        | 67            | 0,0           | 46             | 0,0            |
| Willi Pressmar             | KBW                        | 170           | 0,1           | 130            | 0,1            |
|                            | NPD                        | –             | –             | 508            | 0,4            |
| Rainer Roth                | V                          | 109           | 0,1           | 64             | 0,0            |

## Wahl 1976
| Gegenstand der Nachweisung | Gegenstand der Nachweisung | Erst- stimmen | Erst- stimmen | Zweit- stimmen | Zweit- stimmen |
| Bewerber                   | Partei                     | Anzahl        | %             | Anzahl         | %              |
| -------------------------- | -------------------------- | ------------- | ------------- | -------------- | -------------- |
| Wahlberechtigte            | Wahlberechtigte            | 152.290       | 100,0         | 152.290        | 100,0          |
| Wähler                     | Wähler                     | 135.103       | 88,7          | 135.103        | 88,7           |
| Ungültige Stimmen          | Ungültige Stimmen          | 1.137         | 0,8           | 1.112          | 0,8            |
| Gültige Stimmen            | Gültige Stimmen            | 133.966       | 100,0         | 133.991        | 100,0          |
| davon                      |                            |               |               |                |                |
| Hans Matthöfer             | SPD                        | 62.759        | 46,8          | 59.858         | 44,7           |
| Helmut Link                | CDU                        | 58.141        | 43,4          | 57.535         | 42,9           |
| Wolfgang Fertsch-Röver     | F.D.P.                     | 10.316        | 7,7           | 14.254         | 10,6           |
|                            | AUD                        | –             | –             | 58             | 0,0            |
| Hans-Holger Zurek          | AVP                        | 65            | 0,0           | 45             | 0,0            |
| Rudolf Maurer              | DKP                        | 1.025         | 0,8           | 896            | 0,7            |
| Angelika Beyreuther        | EAP                        | 71            | 0,1           | 41             | 0,0            |
| Klaus Gerhard Schneider    | KPD                        | 344           | 0,3           | 265            | 0,2            |
| Horst Löchel               | KBW                        | 430           | 0,3           | 390            | 0,3            |
| Erich Gutjahr              | NPD                        | 681           | 0,5           | 649            | 0,5            |
| Thomas Dubbel              | GIM                        | 134           | 0,1           | –              | –              |

## Wahl 1972
| Gegenstand der Nachweisung | Gegenstand der Nachweisung | Erst- stimmen | Erst- stimmen | Zweit- stimmen | Zweit- stimmen |
| Bewerber                   | Partei                     | Anzahl        | %             | Anzahl         | %              |
| -------------------------- | -------------------------- | ------------- | ------------- | -------------- | -------------- |
| Wahlberechtigte            | Wahlberechtigte            | 139.596       | 100,0         | 139.596        | 100,0          |
| Wähler                     | Wähler                     | 124.964       | 89,5          | 124.964        | 89,5           |
| Ungültige Stimmen          | Ungültige Stimmen          | 1.258         | 1,0           | 768            | 0,6            |
| Gültige Stimmen            | Gültige Stimmen            | 123.706       | 100,0         | 124.196        | 100,0          |
| davon                      |                            |               |               |                |                |
| Hans Matthöfer             | SPD                        | 66.766        | 54,0          | 59.866         | 48,2           |
| Helmut Link                | CDU                        | 46.436        | 37,5          | 46.551         | 37,5           |
| Heinz-Herbert Karry        | F.D.P.                     | 9.122         | 7,4           | 16.345         | 13,2           |
| Willi Malkomes             | DKP                        | 666           | 0,5           | 570            | 0,5            |
|                            | EFP                        | –             | –             | 107            | 0,1            |
| Erhard Zutt                | NPD                        | 716           | 0,6           | 757            | 0,6            |

## Wahl 1969
| Gegenstand der Nachweisung | Gegenstand der Nachweisung | Erst- stimmen | Erst- stimmen | Zweit- stimmen | Zweit- stimmen |
| Bewerber                   | Partei                     | Anzahl        | %             | Anzahl         | %              |
| -------------------------- | -------------------------- | ------------- | ------------- | -------------- | -------------- |
| Wahlberechtigte            | Wahlberechtigte            | 142.124       | 100,0         | 142.124        | 100,0          |
| Wähler                     | Wähler                     | 119.146       | 83,8          | 119.146        | 83,8           |
| Ungültige Stimmen          | Ungültige Stimmen          | 2.234         | 1,9           | 1.497          | 1,3            |
| Gültige Stimmen            | Gültige Stimmen            | 116.912       | 100,0         | 117.649        | 100,0          |
| davon                      |                            |               |               |                |                |
| Hans Matthöfer             | SPD                        | 62.108        | 53,1          | 58.195         | 49,5           |
| Helmut Link                | CDU                        | 40.744        | 34,9          | 40.964         | 34,8           |
| Eduard Grosse              | FDP                        | 7.172         | 6,1           | 10.561         | 9,0            |
| Hans Bartsch               | ADF                        | 1.024         | 0,9           | 1.030          | 0,9            |
| Wolfgang Müllner           | EP                         | 473           | 0,4           | 431            | 0,4            |
|                            | GPD                        | –             | –             | 181            | 0,2            |
| Herbert Peter              | NPD                        | 5.391         | 4,6           | 6.287          | 5,3            |

## Wahl 1965
| Gegenstand der Nachweisung | Gegenstand der Nachweisung | Erst- stimmen | Erst- stimmen | Zweit- stimmen | Zweit- stimmen |
| Bewerber                   | Partei                     | Anzahl        | %             | Anzahl         | %              |
| -------------------------- | -------------------------- | ------------- | ------------- | -------------- | -------------- |
| Wahlberechtigte            | Wahlberechtigte            | 155.950       | 100,0         | 155.950        | 100,0          |
| Wähler                     | Wähler                     | 127.631       | 81,8          | 127.631        | 81,8           |
| Ungültige Stimmen          | Ungültige Stimmen          | 3.300         | 2,6           | 2.532          | 2,0            |
| Gültige Stimmen            | Gültige Stimmen            | 124.331       | 100,0         | 125.099        | 100,0          |
| davon                      |                            |               |               |                |                |
| Hans Matthöfer             | SPD                        | 59.500        | 47,9          | 58.468         | 46,7           |
| Josef Riedel               | CDU                        | 45.328        | 36,5          | 43.864         | 35,1           |
| Heinz-Herbert Karry        | FDP                        | 13.185        | 10,6          | 15.456         | 12,4           |
|                            | AUD                        | –             | –             | 174            | 0,1            |
| Willi Niemand              | DFU                        | 3.203         | 2,6           | 3.765          | 3,0            |
| Herbert Peter              | NPD                        | 3.115         | 2,5           | 3.372          | 2,7            |

## Wahl 1949
|                    | Partei            | Anzahl  | %     |
| ------------------ | ----------------- | ------- | ----- |
| Wahlberechtigte    | Wahlberechtigte   | 123.381 | 100,0 |
| Wähler             | Wähler            | 80.576  | 65,3  |
| Ungültige Stimmen  | Ungültige Stimmen | 3.226   | 4,0   |
| Gültige Stimmen    | Gültige Stimmen   | 77.350  | 100,0 |
| davon              |                   |         |       |
| Georg Stierle      | SPD               | 31.218  | 40,4  |
| Peter Horn         | CDU               | 16.468  | 21,3  |
| Wolfgang Mischnick | FDP               | 19.017  | 24,6  |
| Emil Carlebach     | KPD               | 6.596   | 8,5   |
| Gustav Ostwald     | Unabhängiger      | 4.051   | 5,2   |

## Wahlkreissieger
| Jahr | Name             | Partei | Erststimmen |
| ---- | ---------------- | ------ | ----------- |
| 1998 | Rita Streb-Hesse | SPD    | 38,9 %      |
| 1994 | Erika Steinbach  | CDU    | 43,2 %      |
| 1990 | Erika Steinbach  | CDU    | 42,9 %      |
| 1987 | Helmut Link      | CDU    | 43,2 %      |
| 1983 | Helmut Link      | CDU    | 45,8 %      |
| 1980 | Hans Matthöfer   | SPD    | 48,4 %      |
| 1976 | Hans Matthöfer   | SPD    | 46,8 %      |
| 1972 | Hans Matthöfer   | SPD    | 54,0 %      |
| 1969 | Hans Matthöfer   | SPD    | 53,1 %      |
| 1965 | Hans Matthöfer   | SPD    | 47,9 %      |
| 1961 | Hans Matthöfer   | SPD    | 44,8 %      |
| 1957 | Franz Böhm       | CDU    | 41,9 %      |
| 1953 | Franz Böhm       | CDU    | 37,0 %      |
| 1949 | Georg Stierle    | SPD    | 40,4 %      |

## Wahlkreisgeschichte
| Wahl      | Wahlkreisname             | Gebiet |
| --------- | ------------------------- | --- |
| 1949      | 17 Frankfurt/M III        | Ehemalige Stadtbezirke Nordend, Bornheim, Seckbach, Eckenheim, Preungesheim, Bonames, Berkersheim und Fechenheim |
| 1953–1961 | 142 Frankfurt/M III       | Ehemalige Stadtbezirke Nordend, Bornheim, Seckbach, Eckenheim, Preungesheim, Bonames, Berkersheim und Fechenheim |
| 1965–1972 | 142 Frankfurt III         | Ehemalige Stadtbezirke Nordend, Bornheim, Seckbach, Eckenheim, Preungesheim, Bonames, Berkersheim und Fechenheim |
| 1976      | 142 Frankfurt (Main) III  | Stadtteile Nordend, Ostend, Bornheim, Seckbach, Eckenheim, Preungesheim, Bonames, Berkersheim, Fechenheim, Oberrad, Riederwald, Dornbusch-Ost, Frankfurter Berg, Nieder-Erlenbach, Nieder-Eschbach und Harheim                 |
| 1980–1998 | 140 Frankfurt am Main III | Stadtteile Nordend, Ostend, Bornheim, Seckbach, Eckenheim, Preungesheim, Bonames, Berkersheim, Fechenheim, Oberrad, Riederwald, Dornbusch-Ost, Frankfurter Berg, Nieder-Erlenbach, Nieder-Eschbach, Harheim und Bergen-Enkheim |